# Onthophagus fuscostriatus
Onthophagus fuscostriatus là một loài bọ cánh cứng trong họ Bọ hung (Scarabaeidae).